# 紅蓮南路駅
紅蓮南路駅（こうれんなんろえき）は、中華人民共和国北京市西城区に位置する北京地下鉄16号線の駅である。計画段階の時点では紅蓮南里駅と呼称されていた。

## 歴史
- 2022年12月31日：開業。[2]

## 駅構造
島式ホーム1面2線を有する地下駅。フルスクリーンタイプのホームドアが、設置されている。改札階（地下1階）とホーム階（地下2階）間を連絡するエレベーターおよびエスカレーターが設置されている。

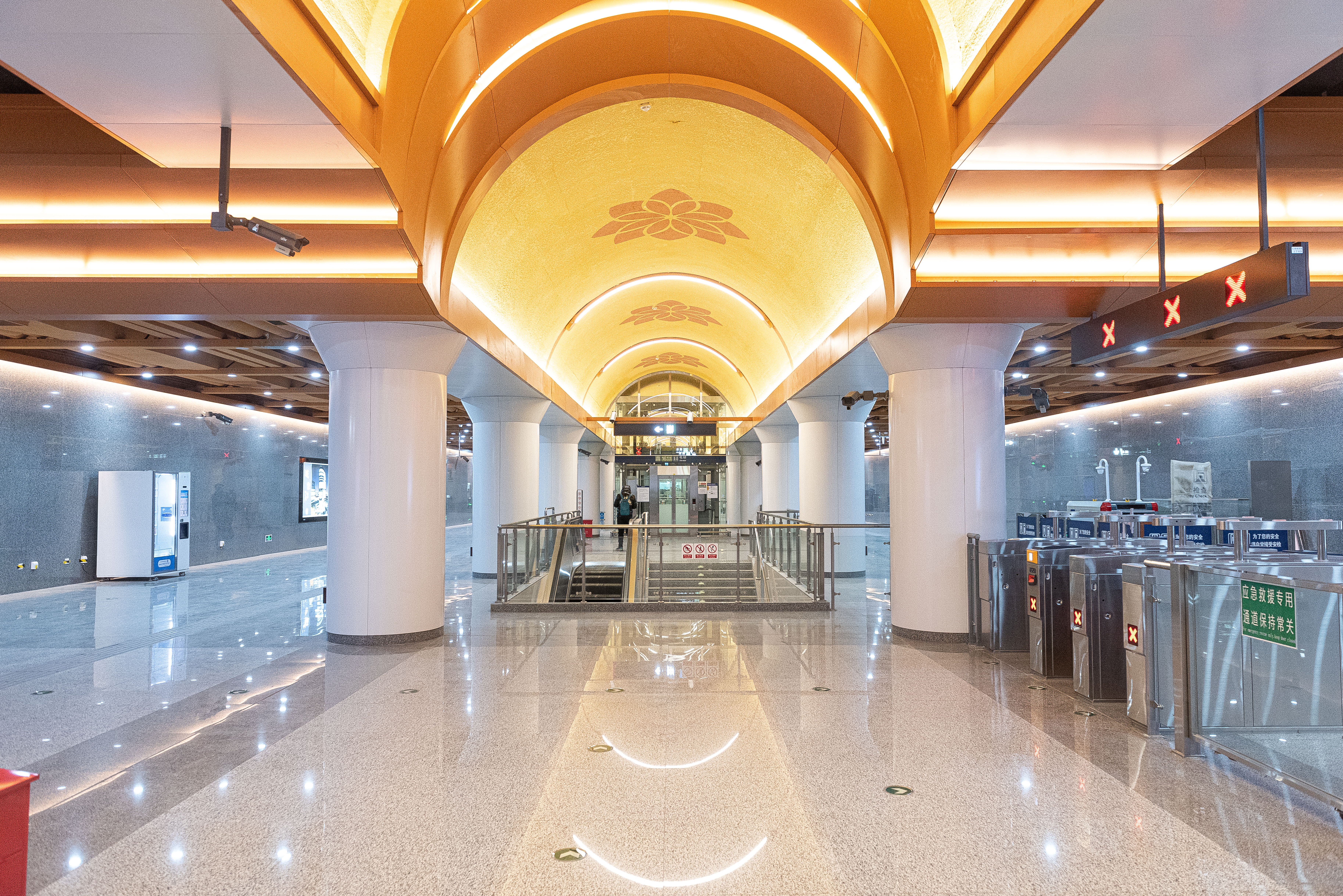
コンコース
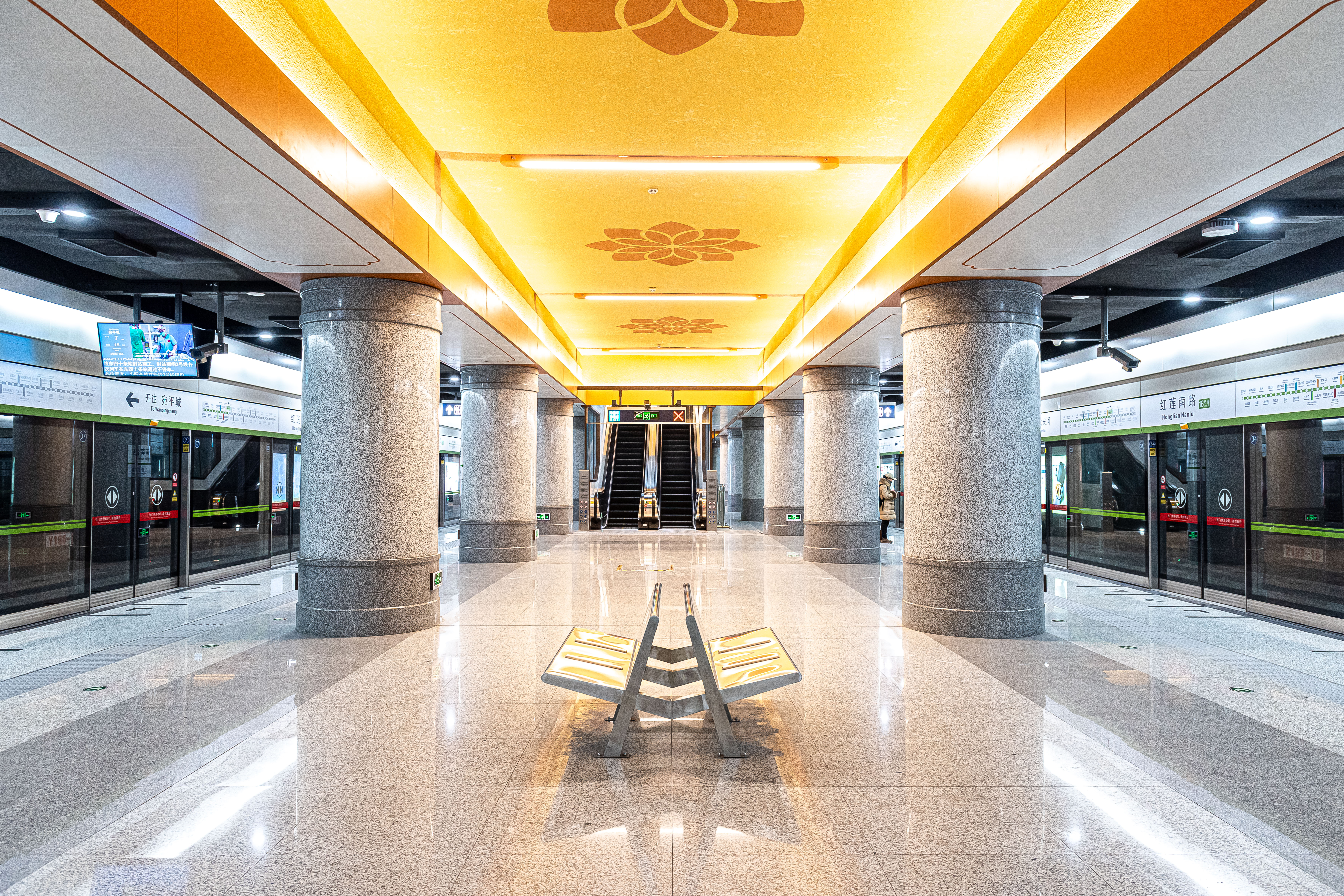
ホーム

### のりば
| 番線   | 路線     | 行先               |
| ------ | -------- | ------------------ |
| 北方面 | ■ 16号線 | 蘇州街・北安河方面 |
| 南方面 | ■ 16号線 | 豊台駅・宛平城方面 |

## 駅周辺
- 紅蓮南里
- 楽城
- 嘉蓮苑
- 車站西街社区

## 隣の駅
北京地下鉄
■ 16号線
達官営駅 - 紅蓮南路駅 - 麗沢商務区駅